# Lauve/Viksjord
Lauve/Viksjord är en tidigare tätort i Larviks kommun i Vestfold fylke i sydöstra Norge. Orten låg vid fylkesväg 303 och Vestfoldbanan, öster om staden Larvik. Den omfattade bland annat orten Lauve och den tidigare centralorten i dåvarande Tjøllings kommun, Tjøllingvollen.
Sedan 2021 räknas bebyggelsen i orten som en del av tätorten Larvik.